# Alberus
Alberus (en polonais : Albierz) est un évêque de Włocławek en Pologne, mort en 1283.

## Biographie
Issu d’une famille de roturiers, Alberus accède à de hautes fonctions ecclésiastiques, ce qui est très rare à cette époque en Pologne. Chapelain de l’évêque de Cujavie, il est nommé archidiacre vers 1250. En 1258, il devient le doyen de Włocławek, le siège épiscopal. Il est ordonné évêque du diocèse de Włocławek en 1275. 
À cette époque, la Poméranie de Gdańsk dépend de l’évêché de Cujavie. À ce titre, Alberus arbitre les querelles de frontières qui opposent Mestwin II et l’Ordre Teutonique. Il anoblit de nombreuses personnes dans l’archidiaconé de Poméranie. Alberus arrive à un accord avec les Teutoniques, en vertu duquel son évêché pourra continuer à jouir de ses propriétés situées dans la région de Chełmno, contrôlée par l’ordre. 